# الحساء الدائم
الحساء الدائم، المعروف أيضًا باسم الحساء الأبدي أو وعاء الصياد   أو يخنة الصياد، هو وعاء توضع فيه المواد الغذائية وتُطهى بشكل مستمر. لا يُفرغ الوعاء مطلقًا أو نادرًا ما يُفرغ بالكامل، بل تُجدّد المكونات والسوائل حسب الضرورة.  يمكن أن يستمر طهي هذه الأطعمة لعقود أو أكثر إذا حوفظ عليها بشكل صحيح. غالبًا ما يكون هذا المفهوم عنصرًا شائعًا في أوصاف حانات العصور الوسطى. وُصفت الأطعمة المحضّرة بهذه الطريق بأنها لذيذة بسبب الطريقة التي تمتزج بها المكونات معًا. يمكن استخدام مكونات مختلفة في الحساء الدائم مثل الخضروات الجذرية والدرنات ( البطاطا والبطاطا الحلوة وغيرها) واللحوم المختلفة.

## أمثلة تاريخية
يُعتقد أن اليخنة الدائمة كانت شائعة في مطبخ العصور الوسطى، وغالبًا ما كانت على شكل حساء أو بوت-أو-فو :
ادعى أحد الكتاب أنه استمر طبخ مجموعة من بوت-أو-فو كحساء دائم في بربينيان من القرن الخامس عشر حتى الحرب العالمية الثانية، عندما نفذت المكونات اللازمة للحفاظ على استمرار الحساء بسبب الاحتلال الألماني.

## أمثلة حديثة
لا يزال تقليد الحساء الدائم سائدًا في دول جنوب وشرق آسيا. من الأمثلة البارزة عليه حساء لحم البقر والمعكرونة الذي يقدمه واتانا بانيتش في بانكوك، تايلاند، الذي كان في 2024 لا يزال يُطهى منذ أكثر من 50 عامًا   ومرق أودين من أوتافوكو في أساكوسا باليابان، والذي يقدم نفس المرق يوميًا منذ عام 1945. 
بين أغسطس 2014 وأبريل 2015، قدّم أحد مطاعم نيويورك مرقاً رئيسيًا على طراز الحساء الدائم لأكثر من ثمانية أشهر.
في يوليو 2023، تصدر "نادي الحساء الدائم" الذي نظمته آني راويردا المعروفة في وسائل التواصل الاجتماعي عناوين الأخبار بسبب عقدها تجمعات أسبوعية في بوشويك، بروكلين، لاستهلاك الحساء الدائم. حضر المئات الحدث وأحضروا مكوناتهم الخاصة للمساهمة في طبخ الحساء.    استمر الحساء لمدة 60 يومًا. 

## أنظر أيضاً
- قائمة اليخنات
- بوت-أو-فو
- سفينة ثيسيوس